# Lijst van voetbalinterlands Peru - Uruguay
Deze lijst van voetbalinterlands is een overzicht van alle officiële voetbalwedstrijden tussen de nationale teams van Peru en Uruguay. De Zuid-Amerikaanse landen speelden tot op heden 70 keer tegen elkaar. Het eerste duel betrof een groepswedstrijd in de strijd om de Copa América 1927 op 1 november 1927 in Lima. Het laatste duel, een kwalificatiewedstrijd voor het Wereldkampioenschap voetbal 2022, vond plaats in Montevideo op 24 maart 2022.

## Wedstrijden
| №  | Plaats         | Datum             | Competitie                        | Wedstrijd      | Uitslag |
| -- | -------------- | ----------------- | --------------------------------- | -------------- | ------- |
| 1  | Lima           | 1 november 1927   | Copa América 1927                 | Uruguay – Peru | 4 – 0   |
| 2  | Buenos Aires   | 11 november 1929  | Copa América 1929                 | Peru – Uruguay | 1 – 4   |
| 3  | Montevideo     | 18 juli 1930      | WK 1930                           | Uruguay – Peru | 1 – 0   |
| 4  | Lima           | 13 januari 1935   | Copa América 1935                 | Peru – Uruguay | 0 – 1   |
| 5  | Buenos Aires   | 6 januari 1937    | Copa América 1937                 | Peru – Uruguay | 2 – 4   |
| 6  | Lima           | 12 februari 1939  | Copa América 1939                 | Peru – Uruguay | 2 – 1   |
| 7  | Santiago       | 26 februari 1941  | Copa América 1941                 | Peru – Uruguay | 0 – 2   |
| 8  | Montevideo     | 1 februari 1942   | Copa América 1942                 | Uruguay – Peru | 3 – 0   |
| 9  | Guayaquil      | 25 december 1947  | Copa América 1947                 | Peru – Uruguay | 0 – 1   |
| 10 | Rio de Janeiro | 4 mei 1949        | Copa América 1949                 | Peru – Uruguay | 4 – 3   |
| 11 | Santiago       | 30 maart 1952     | Pan-Amerikaans kampioenschap 1952 | Peru – Uruguay | 2 – 5   |
| 12 | Lima           | 28 maart 1953     | Copa América 1953                 | Peru – Uruguay | 0 – 3   |
| 13 | Santiago       | 30 maart 1955     | Copa América 1955                 | Peru – Uruguay | 2 – 1   |
| 14 | Montevideo     | 28 januari 1956   | Copa América 1956                 | Uruguay – Peru | 2 – 0   |
| 15 | Lima           | 23 maart 1957     | Copa América 1957                 | Peru – Uruguay | 3 – 5   |
| 16 | Buenos Aires   | 14 maart 1959     | Copa América 1959                 | Peru – Uruguay | 5 – 3   |
| 17 | Lima           | 6 juni 1965       | WK 1966 kwalificatie              | Peru – Uruguay | 0 – 1   |
| 18 | Montevideo     | 13 juni 1965      | WK 1966 kwalificatie              | Uruguay – Peru | 2 – 1   |
| 19 | Lima           | 28 juli 1967      | Vriendschappelijk                 | Peru – Uruguay | 0 – 1   |
| 20 | Lima           | 30 juli 1967      | Vriendschappelijk                 | Peru – Uruguay | 1 – 2   |
| 21 | Lima           | 27 juni 1969      | Vriendschappelijk                 | Peru – Uruguay | 1 – 0   |
| 22 | Montevideo     | 31 maart 1970     | Vriendschappelijk                 | Uruguay – Peru | 2 – 0   |
| 23 | Lima           | 18 april 1970     | Vriendschappelijk                 | Peru − Uruguay | 4 − 2   |
| 24 | Lima           | 12 oktober 1976   | Vriendschappelijk                 | Peru – Uruguay | 0 – 0   |
| 25 | Montevideo     | 24 november 1976  | Vriendschappelijk                 | Uruguay – Peru | 0 – 0   |
| 26 | Lima           | 30 augustus 1979  | Vriendschappelijk                 | Peru – Uruguay | 2 – 0   |
| 27 | Montevideo     | 18 juli 1980      | Vriendschappelijk                 | Uruguay – Peru | 0 – 0   |
| 28 | Lima           | 12 november 1980  | Vriendschappelijk                 | Peru – Uruguay | 1 – 1   |
| 29 | Montevideo     | 23 augustus 1981  | WK 1982 kwalificatie              | Uruguay – Peru | 1 – 2   |
| 30 | Lima           | 6 september 1981  | WK 1982 kwalificatie              | Peru – Uruguay | 0 – 0   |
| 31 | Montevideo     | 18 juli 1983      | Vriendschappelijk                 | Uruguay – Peru | 1 – 1   |
| 32 | Lima           | 11 augustus 1983  | Vriendschappelijk                 | Peru – Uruguay | 1 – 1   |
| 33 | Lima           | 13 oktober 1983   | Copa América 1983                 | Peru – Uruguay | 0 – 1   |
| 34 | Montevideo     | 20 oktober 1983   | Copa América 1983                 | Uruguay – Peru | 1 – 1   |
| 35 | Montevideo     | 19 september 1984 | Vriendschappelijk                 | Uruguay – Peru | 2 – 0   |
| 36 | Lima           | 3 oktober 1984    | Vriendschappelijk                 | Peru – Uruguay | 1 – 3   |
| 37 | Montevideo     | 27 februari 1985  | Vriendschappelijk                 | Uruguay – Peru | 2 – 2   |
| 38 | Lima           | 23 april 1985     | Vriendschappelijk                 | Peru – Uruguay | 2 – 1   |
| 39 | Montevideo     | 14 december 1988  | Vriendschappelijk                 | Uruguay – Peru | 3 – 0   |
| 40 | Lima           | 27 augustus 1989  | WK 1990 kwalificatie              | Peru – Uruguay | 0 – 2   |
| 41 | Montevideo     | 24 september 1989 | WK 1990 kwalificatie              | Uruguay – Peru | 2 – 0   |
| 42 | Lima           | 12 juni 1991      | Vriendschappelijk                 | Peru – Uruguay | 1 – 0   |
| 43 | Montevideo     | 20 juni 1991      | Vriendschappelijk                 | Uruguay – Peru | 0 – 0   |
| 44 | Lima           | 13 juli 1993      | Vriendschappelijk                 | Peru – Uruguay | 1 – 2   |
| 45 | Montevideo     | 17 juli 1993      | Vriendschappelijk                 | Uruguay – Peru | 3 – 0   |
| 46 | Lima           | 19 oktober 1994   | Vriendschappelijk                 | Peru – Uruguay | 0 – 1   |
| 47 | Montevideo     | 5 april 1995      | Vriendschappelijk                 | Uruguay – Peru | 1 – 0   |
| 48 | Montevideo     | 15 december 1996  | WK 1998 kwalificatie              | Uruguay – Peru | 2 – 0   |
| 49 | Sucre          | 12 juni 1997      | Copa América 1997                 | Peru – Uruguay | 1 – 0   |
| 50 | Lima           | 10 september 1997 | WK 1998 kwalificatie              | Peru – Uruguay | 2 – 1   |
| 51 | Montevideo     | 26 juli 2000      | WK 2002 kwalificatie              | Uruguay – Peru | 0 – 0   |
| 52 | Lima           | 4 september 2001  | WK 2002 kwalificatie              | Peru – Uruguay | 0 – 2   |
| 53 | Lima           | 24 juli 2003      | Vriendschappelijk                 | Peru – Uruguay | 3 – 4   |
| 54 | Montevideo     | 30 juli 2003      | Vriendschappelijk                 | Uruguay – Peru | 1 – 0   |
| 55 | Montevideo     | 1 juni 2004       | WK 2006 kwalificatie              | Uruguay – Peru | 1 – 3   |
| 56 | Lima           | 7 juni 2005       | WK 2006 kwalificatie              | Peru – Uruguay | 0 – 0   |
| 57 | Mérida         | 26 juni 2007      | Copa América 2007                 | Uruguay – Peru | 0 – 3   |
| 58 | Montevideo     | 18 juni 2008      | WK 2010 kwalificatie              | Uruguay – Peru | 6 – 0   |
| 59 | Lima           | 5 september 2009  | WK 2010 kwalificatie              | Peru – Uruguay | 1 – 0   |
| 60 | San Juan       | 4 juli 2011       | Copa América 2011                 | Peru – Uruguay | 1 – 1   |
| 61 | La Plata       | 19 juli 2011      | Copa América 2011                 | Uruguay – Peru | 2 – 0   |
| 62 | Montevideo     | 10 juni 2012      | WK 2014 kwalificatie              | Uruguay – Peru | 4 – 2   |
| 63 | Lima           | 6 september 2013  | WK 2014 kwalificatie              | Peru – Uruguay | 1 – 2   |
| 64 | Montevideo     | 29 maart 2016     | WK 2018 kwalificatie              | Uruguay − Peru | 1 − 0   |
| 65 | Lima           | 28 maart 2017     | WK 2018 kwalificatie              | Peru − Uruguay | 2 − 1   |
| 66 | Salvador       | 29 juni 2019      | Copa América 2019                 | Uruguay − Peru | 0 − 0   |
| 67 | Montevideo     | 11 oktober 2019   | Vriendschappelijk                 | Uruguay − Peru | 1 − 0   |
| 68 | Lima           | 16 oktober 2019   | Vriendschappelijk                 | Peru − Uruguay | 1 − 1   |
| 69 | Lima           | 2 september 2021  | WK 2022 kwalificatie              | Peru − Uruguay | 1 − 1   |
| 70 | Montevideo     | 24 maart 2022     | WK 2022 kwalificatie              | Uruguay − Peru | 1 − 0   |
| 71 | Lima           | 11 oktober 2024   | WK 2026 kwalificatie              | Peru − Uruguay | 1 − 0   |
| 72 | Montevideo     | 4 september 2025  | WK 2026 kwalificatie              | Uruguay − Peru |         |

## Samenvatting
| Competitie                   | Totaal gespeeld | Winst Peru | Gelijk | Winst Uruguay | Doelsaldo Peru – Uruguay |
| ---------------------------- | --------------- | ---------- | ------ | ------------- | ------------------------ |
| WK-eindronde                 | 1               | 0          | 0      | 1             | 0 − 1                    |
| WK-kwalificatie              | 21              | 6          | 4      | 11            | 16 − 30                  |
| Copa América                 | 21              | 6          | 3      | 12            | 25 − 42                  |
| Pan-Amerikaans kampioenschap | 1               | 0          | 0      | 1             | 2 − 5                    |
| Vriendschappelijk            | 27              | 5          | 9      | 13            | 22 − 3                   |
| Totaal                       | 71              | 17         | 16     | 38            | 65 − 113                 |

## Details

### Eerste ontmoeting
| Copa América 1927 (Lima, Peru, 1 november 1927):                              |       |      |
| Uruguay                                                                       | 4 – 0 | Peru |
| Daniel Ulloa 49' (e.d.) Antonio Sacco 52' Antonio Sacco 71' Héctor Castro 75' | goals |      |

### Tweede ontmoeting
| Copa América 1929 (Buenos Aires, Argentinië, 11 november 1929): |       |                                                                                    |
| Peru                                                            | 1 – 4 | Uruguay                                                                            |
| Agustín Lizarbe 81'                                             | goals | 21' Lorenzo Fernández 29' Lorenzo Fernández 43' Lorenzo Fernández 69' José Andrade |

### Derde ontmoeting
| WK 1930 (Montevideo, Uruguay , 18 juli 1930): |       |      |
| Uruguay                                       | 1 – 0 | Peru |
| Héctor Castro 65'                             | goals |      |

### 24ste ontmoeting
| Vriendschappelijk (Lima, Peru, 12 oktober 1976): |       |         |
| Peru                                             | 0 – 0 | Uruguay |

### 25ste ontmoeting
| Vriendschappelijk (Montevideo, Uruguay, 24 november 1976): |       |      |
| Uruguay                                                    | 0 – 0 | Peru |

### 27ste ontmoeting
| Vriendschappelijk (Montevideo, Uruguay, 18 juli 1980): |       |      |
| Uruguay | 0 – 0 | Peru |
| - Debuut van Jorge Barrios, Sergio Santín, Daniel Revelez, Daniel Martínez en doelman Fernando Álvez, en laatste interland van Juan Vicente Morales (15de) voor Uruguay. |       |      |

### 30ste ontmoeting
| Vriendschappelijk (Lima, Peru, 6 september 1981): |       |         |
| Peru                                              | 0 – 0 | Uruguay |

### 31ste ontmoeting
| Vriendschappelijk (Montevideo, Uruguay, 18 juli 1983): |       |                    |
| Uruguay                                                | 1 – 1 | Peru               |
| Arsenio Luzardo 50'                                    | goals | 29' Juan Caballero |
| - Debuut van Luis Alberto Acosta voor Uruguay.         |       |                    |

### 32ste ontmoeting
| Vriendschappelijk (Lima, Peru, 11 augustus 1983): |       |                      |
| Peru                                              | 1 – 1 | Uruguay              |
| Franco Navarro 40'                                | goals | 29' Juan Muhletahler |
| - Debuut van Eduardo Acevedo voor Uruguay.        |       |                      |

### 33ste ontmoeting
| Copa América 1983 (Lima, Peru, 13 oktober 1983): |       |                     |
| Peru                                             | 0 – 1 | Uruguay             |
|                                                  | goals | 65' Carlos Aguilera |

### 34ste ontmoeting
| Copa América 1983 (Montevideo, Uruguay, 20 oktober 1983): |       |                       |
| Uruguay                                                   | 1 – 1 | Peru                  |
| Wilmar Cabrera 49'                                        | goals | 24' Eduardo Malásquez |

### 35ste ontmoeting
| Vriendschappelijk (Montevideo, Uruguay, 19 september 1984): |       |      |
| Uruguay                                                     | 2 – 0 | Peru |
| Carlos Aguilera 7' José Luis Zalazar 90'                    | goals |      |

### 36ste ontmoeting
| Vriendschappelijk (Lima, Peru, 3 oktober 1984): |       |                                                             |
| Peru                                            | 1 – 3 | Uruguay                                                     |
| Abel Lobaton 55'                                | goals | 4' Jorge Barrios 53' Carlos Aguilera 71' (pen.) Amaro Nadal |

### 40ste ontmoeting
| WK 1990 kwalificatie (Lima, Peru, 27 augustus 1989): |       |                                      |
| Peru                                                 | 0 – 2 | Uruguay                              |
|                                                      | goals | 46' Rubén Sosa 69' Antonio Alzamendi |

### 41ste ontmoeting
| WK 1990 kwalificatie (Montevideo, Uruguay, 24 september 1989): |              | |
| Uruguay | 2 – 0        | Peru |
| Rubén Sosa 45+1' Rubén Sosa 68' | goals        | |
| Oscar Tabárez | bondscoach   | Percy Rojas |
| Eduardo Pereira José Oscar Herrera Nelson Daniel Gutiérrez Hugo de León Alfonso Dominquez Santiago Ostoloza Gabriel Correa Pablo Bengoechea Antonio Alzamendi Rubén Paz Rubén Sosa | opstellingen | Jesús Purizaga Pedro Sanjinez Jorge Arteaga Pedro Requena Carlos Guido José Luis Carranza Juan Reynoso José del Solar 62' Alfonso Yáñez Andrés González 53' Jorge Hirano |
| | wissels      | 53' Juan Carlos Bazalar 62' Francesco Manassero |
| | gele kaarten | 29' José del Solar |
| | rode kaarten | 33' Juan Reynoso |

### 47ste ontmoeting
| Vriendschappelijk (Montevideo, Uruguay, 5 april 1995): |              | |
| Uruguay | 1 – 0        | Peru |
| Pablo Bengoechea 58' (pen.) | goals        | |
| Héctor Núñez | bondscoach   | Miguel Company |
| Oscar Ferro Diego López Oscar Aguirregaray Álvaro Gutiérrez Edgardo Adinolfi Gustavo Méndez 59' Nelson Abeijón Raúl Omar Otero 59' Pablo Bengoechea Marcelo Otero Darío Silva 69' | opstellingen | Miguel Miranda Jorge Soto José Soto Alfonso Dulanto Alexis Ubillús José Carranza Martín Rodríguez Roberto Palacios 70' Alex Magallanes Flavio Maestri 62' Ronald Baroni |
| Marcelo Tejera 59' Tabaré Silva 59' Osvaldo Canobbio 69' | wissels      | 62' Nolberto Solano 70' Julio Rivera |
| Álvaro Gutiérrez ??' Raúl Omar Otero ??' Gustavo Méndez ??' | gele kaarten | ??' José Carranza ??' Roberto Palacios ??' Flavio Maestri |

### 48ste ontmoeting
| WK 1998 kwalificatie (Montevideo, Uruguay, 15 december 1996): |              | |
| Uruguay | 2 – 0        | Peru |
| Paolo Montero 2' Pablo Bengoechea 38' | goals        | |
| Juan Ahuntchaín | bondscoach   | Juan Carlos Oblitas |
| Robert Siboldi Washington Tais Paolo Montero José Oscar Herrera Guillermo Sanguinetti Eber Moas 78' Nelson Abeijón 85' Pablo Bengoechea Enzo Francescoli Daniel Fonseca 60' Marcelo Otero | opstellingen | Julio César Balerio 46' Manuel Marengo José Soto Juan Reynoso Percy Olivares Juan José Jayo Roger Serrano 79' Pablo Zegarra Roberto Palacios Flavio Maestri 64' Julio de Andrade |
| Fabián O'Neill 60' Gonzalo de los Santos 78' Marcelo Saralegui 85' | wissels      | 46' Alfonso Dulanto 64' Waldir Sáenz 79' Germán Carty |
| | gele kaarten | |
| Marcelo Otero 83' | rode kaarten | |
| - Eerste duel van Uruguay onder leiding van bondscoach Juan Ahuntchaín. - Aanvoerder Enzo Francescoli (Uruguay) mist een strafschop in de 29ste minuut.                                   |              | |

### 52ste ontmoeting
| WK 2002 kwalificatie (Lima, Peru, 4 september 2001): |       |                                   |
| Peru                                                 | 0 – 2 | Uruguay                           |
|                                                      | goals | 12' Darío Silva 45' Álvaro Recoba |

### 53ste ontmoeting
| Vriendschappelijk (Lima, Peru, 24 juli 2003):                                                      |       |                                                                            |
| Peru                                                                                               | 3 – 4 | Uruguay                                                                    |
| Jefferson Farfán 27' Manuel Marengo 46' Jefferson Farfán 56'                                       | goals | 11' Martín Liguera 50' Marcelo Sosa 73' Martín Liguera 79' Nicolás Vigneri |
| - Debuut van Ignacio de León, Nicolás Vigneri (CA Fénix) en Adrián Romero (CA Cerro) voor Uruguay. |       |                                                                            |

### 54ste ontmoeting
| Vriendschappelijk (Montevideo, Uruguay, 30 juli 2003): |       |      |
| Uruguay                                                | 1 – 0 | Peru |
| Martín Liguera 54'                                     | goals |      |

### 55ste ontmoeting
| WK 2006 kwalificatie (Montevideo, Uruguay, 1 juni 2004): |              | |
| Uruguay | 1 – 3        | Peru |
| Diego Forlán 72' | goals        | 13' Nolberto Solano 19' Claudio Pizarro 62' Jefferson Farfán |
| Jorge Fossati | bondscoach   | Paulo César Autuori |
| Gustavo Munúa Gonzalo Sorondo Alejandro Lembo Marcelo de Souza Gianni Guigou 46' Antonio Pacheco 46' Pablo García Marcelo Sosa Richard Núñez Walter Pandiani 63' Javier Chevantón | opstellingen | Oscar Ibáñez John Galliquio 81' Miguel Rebosio Santiago Acasiete Walter Vilchez Nolberto Solano Juan Jayo Carlos Zegarra 58' Roberto Palacios 46' Claudio Pizarro Jefferson Farfán |
| Adrián Romero 46' Diego Forlán 46' Darío Silva 63' | wissels      | 46' Andrés Mendoza 58' Jorge Soto 81' Julio García |
| Marcelo de Souza 17' Marcelo Sosa 21' | gele kaarten | 22' Nolberto Solano 71' John Galliquio |
| Gonzalo Sorondo 33' | rode kaarten | |
| - Eerste duel onder leiding van bondscoach Jorge Fossati. - Debuut van Marcelo de Souza (Vélez Sarsfield) voor Uruguay.                                                           |              | |

### 60ste ontmoeting
| Copa América 2011 (San Juan, Argentinië, 4 juli 2011): |       |                    |
| Uruguay                                                | 1 – 1 | Peru               |
| Luis Suárez 45'                                        | goals | 23' Paolo Guerrero |

### 61ste ontmoeting
| Copa América 2011 (La Plata, Argentinië, 19 juli 2011): |       |                                 |
| Peru                                                    | 0 – 2 | Uruguay                         |
|                                                         | goals | 53' Luis Suárez 58' Luis Suárez |

### 62ste ontmoeting
| WK 2014 kwalificatie (Montevideo, Uruguay, 10 juni 2012):                                  |       |                                                |
| Uruguay                                                                                    | 4 – 2 | Peru                                           |
| Sebastián Coates 15' Maximiliano Pereira 30' Cristian Rodríguez 63' Sebastián Eguren 90+4' | goals | 40' (e.d.) Diego Godín 48' José Paolo Guerrero |

### 63ste ontmoeting
| WK 2014 kwalificatie (Lima, Peru, 6 september 2013): |              | |
| Peru | 1 – 2        | Uruguay |
| Jefferson Farfán 83' | goals        | 42' (pen.) Luis Suárez 66' Luis Suárez |
| Sergio Markarián | bondscoach   | Oscar Tabárez |
| Raúl Fernández Luis Advíncula 65' Christian Ramos Alberto Rodríguez Yoshimar Yotún Josepmir Ballón 46' Rinaldo Cruzado Luis Ramírez 65' Jefferson Farfán Claudio Pizarro José Paolo Guerrero | opstellingen | Fernando Muslera Maximiliano Pereira Diego Lugano Diego Godín 82' Martín Cáceres Egidio Arévalo 69' Walter Gargano Cristian Rodríguez Edinson Cavani 26' Diego Forlán Luis Suárez |
| Juan Manuel Vargas 46' Jhoel Herrera 65' Paolo Hurtado 65' | wissels      | 26' Cristhian Stuani 69' Álvaro González 82' Jorge Fucile |
| Luis Advíncula 59' Jefferson Farfán 90+3' | gele kaarten | 16' Diego Lugano 45+2' Diego Godín 50' Edinson Cavani |
| Yoshimar Yotún 45' | rode kaarten | |

FPF · A-internationals · Selecties · Bondscoaches · Statistieken · Peruviaans vrouwenelftal · Olympisch elftal · Peru U21 · Peru U20 · Peru U19 · Peru U18 · Peru U17
1920 – 1929 ·
1930 – 1939 ·
1940 – 1949 ·
1950 – 1959 ·
1960 – 1969 ·
1970 – 1979 ·
1980 – 1989 ·
1990 – 1999 ·
2000 – 2009 ·
2010 – 2019 ·
2020 – 2029
WK 1930 · 
WK 1970 · 
WK 1978 · 
WK 1982 · 
WK 2018
OS 1936 · 
OS 1960
1927 · 
1928 · 
1929 · 
1930 · 
1931 · 1932 · 1933 · 1934 · 
1935 · 
1936 · 
1937 · 
1938 · 
1939 · 
1940 · 
1941 · 
1942 · 
1943 · 1944 · 1945 · 1946 · 
1947 · 
1948 · 
1949 · 
1950 · 1951 · 
1952 · 
1953 · 
1954 · 
1955 · 
1956 · 
1957 · 
1958 · 
1959 · 
1960 · 
1961 · 
1962 · 
1963 · 
1964 · 
1965 · 
1966 · 
1967 · 
1968 · 
1969 · 
1970 · 
1971 · 
1972 · 
1973 · 
1974 · 
1975 · 
1976 · 
1977 · 
1978 · 
1979 · 
1980 · 
1981 · 
1982 · 
1983 · 
1984 · 
1985 · 
1986 · 
1987 · 
1988 · 
1989 · 
1990 · 
1991 · 
1992 · 
1993 · 
1994 · 
1995 · 
1996 · 
1997 · 
1998 · 
1999 · 
2000 · 
2001 · 
2002 · 
2003 · 
2004 · 
2005 · 
2006 · 
2007 · 
2008 · 
2009 · 
2010 · 
2012 · 
2012 · 
2013 · 
2014 · 
2015 · 
2016 · 
2017 · 
2018 · 
2019 · 
2020 · 
2021 ·
2022 ·
2023 ·
2024
Algerije ·
Argentinië ·
Armenië ·
Australië ·
België ·
Bolivia ·
Brazilië ·
Bulgarije ·
Canada ·
Chili ·
China ·
Colombia ·
Costa Rica ·
Denemarken ·
Dominicaanse Republiek ·
Duitsland ·
Ecuador ·
El Salvador ·
Engeland ·
Finland ·
Frankrijk ·
Guatemala ·
Haïti ·
Honduras ·
Hongarije ·
IJsland · 
India ·
Irak ·
Iran ·
Italië ·
Jamaica ·
Japan ·
Joegoslavië ·
Kameroen ·
Kroatië ·
Marokko ·
Mexico ·
Nederland ·
Nicaragua ·
Nieuw-Zeeland ·
Nigeria ·
Oostenrijk ·
Panama ·
Paraguay ·
Polen ·
Qatar ·
Roemenië ·
Saoedi-Arabië ·
Schotland ·
Slowakije ·
Sovjet-Unie ·
Spanje ·
Trinidad en Tobago ·
Tsjechië ·
Tunesië ·
Uruguay ·
Venezuela ·
Verenigde Arabische Emiraten ·
Verenigde Staten ·
Wit-Rusland ·
Zuid-Korea ·
Zweden ·
Zwitserland
Australië (2018) ·
Denemarken (2018) ·
Frankrijk (2018) ·
Italië (1982) · 
Kameroen (1982) · 
Polen (1982)
AUF · A-internationals · Selecties · Bondscoaches · Uruguayaans vrouwenelftal · Olympisch elftal · Uruguay U21 · Uruguay U20 · Uruguay U19 · Uruguay U18 · Uruguay U17
1900 – 1909 ·
1910 – 1919 ·
1920 – 1929 ·
1930 – 1939 ·
1940 – 1949 ·
1950 – 1959 ·
1960 – 1969 ·
1970 – 1979 ·
1980 – 1989 ·
1990 – 1999 ·
2000 – 2009 ·
2010 – 2019 ·
2020 – 2029
WK 1930 · 
WK 1950 · 
WK 1954 · 
WK 1962 · 
WK 1966 · 
WK 1970 ·
WK 1974 · 
WK 1986 · 
WK 1990 · 
WK 2002 · 
WK 2010 · 
WK 2014 · 
WK 2018
OS 1924 · 
OS 1928 ·
OS 2012
1902 · 
1903 · 
1904 · 
1905 · 
1906 · 
1907 · 
1908 · 
1909 ·
1910 · 
1911 · 
1912 · 
1913 · 
1914 · 
1915 · 
1916 · 
1917 · 
1918 · 
1919 ·
1920 · 
1921 · 
1922 · 
1923 · 
1924 · 
1925 · 
1926 · 
1927 · 
1928 · 
1929 ·
1930 · 
1931 · 
1932 · 
1933 · 
1934 · 
1935 · 
1936 · 
1937 · 
1938 · 
1939 ·
1940 · 
1941 · 
1942 · 
1943 · 
1944 · 
1945 · 
1946 · 
1947 · 
1948 · 
1949 ·
1950 · 
1951 · 
1952 · 
1953 · 
1954 · 
1955 · 
1956 · 
1957 · 
1958 · 
1959 ·
1960 · 
1961 · 
1962 · 
1963 · 
1964 · 
1965 · 
1966 · 
1967 · 
1968 · 
1969 ·
1970 · 
1971 · 
1972 · 
1973 · 
1974 · 
1975 · 
1976 · 
1977 · 
1978 · 
1979 ·
1980 · 
1981 · 
1982 · 
1983 · 
1984 · 
1985 · 
1986 · 
1987 · 
1988 · 
1989 ·
1990 ·
1991 · 
1992 · 
1993 · 
1994 · 
1995 · 
1996 · 
1997 · 
1998 · 
1999 · 
2000 · 
2001 · 
2002 · 
2003 · 
2004 · 
2005 · 
2006 · 
2007 · 
2008 · 
2009 · 
2010 · 
2011 · 
2012 · 
2013 · 
2014 · 
2015 · 
2016 ·
2017 ·
2018 ·
2019 ·
2020 ·
2021 ·
2022 ·
2023 ·
2024
Algerije ·
Angola ·
Argentinië ·
Australië ·
België ·
Bolivia ·
Brazilië ·
Bulgarije ·
Canada ·
Chili ·
China ·
Colombia ·
Costa Rica ·
Cuba ·
DDR ·
Denemarken ·
Duitsland ·
Ecuador ·
Egypte ·
Engeland ·
Estland ·
 Finland ·
Frankrijk ·
Georgië ·
Ghana ·
Guatemala ·
Haïti ·
Honduras ·
Hongarije ·
Ierland ·
India ·
Indonesië ·
Irak ·
Iran ·
Israël ·
Italië ·
Ivoorkust ·
Jamaica ·
Japan ·
Joegoslavië ·
Jordanië ·
Libië ·
Luxemburg ·
Maleisië ·
Mexico ·
Marokko ·
Nederland ·
Nicaragua ·
Nieuw-Zeeland ·
Nigeria ·
Noord-Ierland ·
Noorwegen ·
Oekraïne ·
Oezbekistan ·
Oman ·
Oostenrijk ·
Panama ·
Paraguay ·
Peru ·
Polen ·
Portugal ·
Roemenië ·
Rusland ·
Saarland ·
Saoedi-Arabië ·
Schotland ·
Senegal ·
Servië & Montenegro ·
Singapore ·
Slovenië ·
Sovjet-Unie ·
Spanje ·
Tahiti ·
Thailand ·
Trinidad en Tobago · 
Tsjechië ·
Tsjecho-Slowakije ·
Tunesië · 
Turkije ·
Venezuela ·
Verenigde Arabische Emiraten ·
Verenigde Staten ·
Wales ·
Zuid-Afrika ·
Zuid-Korea ·
Zweden ·
Zwitserland
Argentinië (1986) ·
België (1990) ·
Brazilië (1950) · 
Colombia (2014) ·
Costa Rica (2014) ·
Denemarken (1986) ·
Denemarken (2002) ·
Duitsland (2010) ·
Egypte (2018) ·
Engeland (2014) ·
Frankrijk (2002) ·
Frankrijk (2010) ·
Frankrijk (2018) ·
Ghana (2010) ·
Italië (1990) ·
Italië (2014) ·
Mexico (2010) ·
Nederland (1974) ·
Nederland (2010) ·
Portugal (2018) ·
Rusland (2018) ·
Saoedi-Arabië (2018) ·
Schotland (1986) ·
Senegal (2002) ·
Spanje (1990) ·
West-Duitsland (1986) ·
Zuid-Afrika (2010) ·
Zuid-Korea (1990) ·
Zuid-Korea (2010)